# Râul Orăștie
Pentru alte utilizări ale toponimicului Godeanu, accesați pagina Godeanu (dezambiguizare).
Râul Orăștie este un curs de apă, afluent al râului Mureș.

## Descriere
Cursul superior al râului este cunoscut și sub numele de Râul Godeanu. Cursul mijlociu, în zona localității Grădiștea de Munte este numit și Râul Grădiștea iar între Costești și Beriu este numit de localnici și Râul Beriu. Cursul inferior, de la confluența cu râul Sibișel la vărsarea în Mureș este numit de localnici și Râul Apa Orașului.

## Afluenți
Râul Orăștie curge mai întâi spre vest, primind din stânga apele Tâmpului (cu obârșia sub Tâmpu și Meleia), după care cotește spre nord și tot din stânga se varsă Valea lui Brad și Valea Largă, după care ajunge în Valea Grădiștii. Până în acest punct Valea Godeanului a înconjurat pe la sud și pe la vest acel picior al Muncelului (vârf aflat la vest-sud-vest de Godeanu), intrat în textele de specialitate cu denumirea de Dealul Grădiștii, unde se află ruinele Sarmizegetusei.
În Lunca Grădiștii, Valea Godeanului se unește cu Valea Albă (curge între Dealul Grădiștii și Fețele Albe) și în aval poartă numele de Apa Grădișteii, care, aproximativ la 1 km mai jos de lunca amintită, primește din stânga apele Gerosului, iar în centrul actualului sat Grădiștea de Munte (cunoscut în literatura arheologică cu numele de Grădiștea Muncelului) apele Anineșului, afluent de dreapta. Înainte de confluența cu Apa Grădiștii, Anineșul colectase apele Văii Gârbăvii și ale Văii Mici.
Abia la circa 7 km mai jos în Apa Grădiștii se mai varsă, tot din dreapta, un afluent mai important, anume Valea Rea. Chiar în amonte de Costești, mai primește debitul redus a doua pârâiașe: Feieragu și Valea Vinții, ambele afluenți de stânga. 

## Hărți
- Harta județului Hunedoara
- Harta Munții Șureanu  Arhivat în 11 mai 2012, la Wayback Machine.